# Jagelló Zsófia braunschweig–wolfenbütteli hercegné
Jagelló Zsófia (lengyelül Zofia Jagiellonka, németül Sophia Jagiellonica) (Krakkó, 1522. július 13. – Schöningen, 1575. május 28.) lengyel királyi hercegnő, a Jagelló-ház sarja, házassága révén 1556 és 1575 között Braunschweig-Wolfenbüttel hercegnője.

## Élete

### Származása, testvérei
1522-ben született I. Zsigmond lengyel király (1467–1548) és Bona Sforza milánói hercegnő (1494–1557) harmadik gyermekeként. Nővérei közül Izabella (1519–1559) Szapolyai János magyar királyhoz, Anna (1523–1596) Báthory István erdélyi fejedelemhez, utóbb lengyel királyhoz,  Katalin (1526–1583) pedig III. Wasa János svéd királyhoz ment feleségül. Bátyja, Zsigmond Ágost 1548-ban követte apjukat a lengyel-litván trónon.

### Házassága, utolsó évei
1556. február 22-én férjhez adták II. Henrik braunschweig-wolfenbütteli herceghez, aki több mint három évtizeddel idősebb volt feleségénél. Házasságuk gyermektelen maradt. 1568 júniusában özvegységre jutott, és schöningeni birtokaira vonult vissza. Mostohafiával, Julius herceggel (1528–1589) azonban rövidesen ellentétbe került a hercegség birtoklása okán, s 1572. január 17-én megállapodásban rögzítették jogaikat. Julius a szerződés feltételeit nem tartotta meg, ami miatt Zsófia 1573-ban kénytelen volt II. Miksa német-római császárhoz folyamodni, aki beavatkozott érdekében a hercegség ügyeibe. 1570-ben áttért az evangélikus vallásra. Ő volt az első és egyetlen tagja a Jagelló-háznak, aki a katolicizmust háta mögött hagyva, protestáns hitre tért át. 1575. május 28-án, 52 évesen halt meg Schöningenben. A wolfenbütteli Mária-templomban (Marienkirche) temették el.